# Eutrapela clemataria
Eutrapela clemataria is een vlinder uit de familie van de spanners (Geometridae). De wetenschappelijke naam van de soort is voor het eerst geldig gepubliceerd in 1797 door Abbott & Smith.